# Aphis propinqua
Aphis propinqua är en insektsart. Aphis propinqua ingår i släktet Aphis och familjen långrörsbladlöss. Inga underarter finns listade i Catalogue of Life.